# Supergigantă albastră

Diagrama Hertzsprung-Russell

O supergigantă albastră este o stea supergigantă (clasificarea luminoasă I) a tipului spectral O sau B.

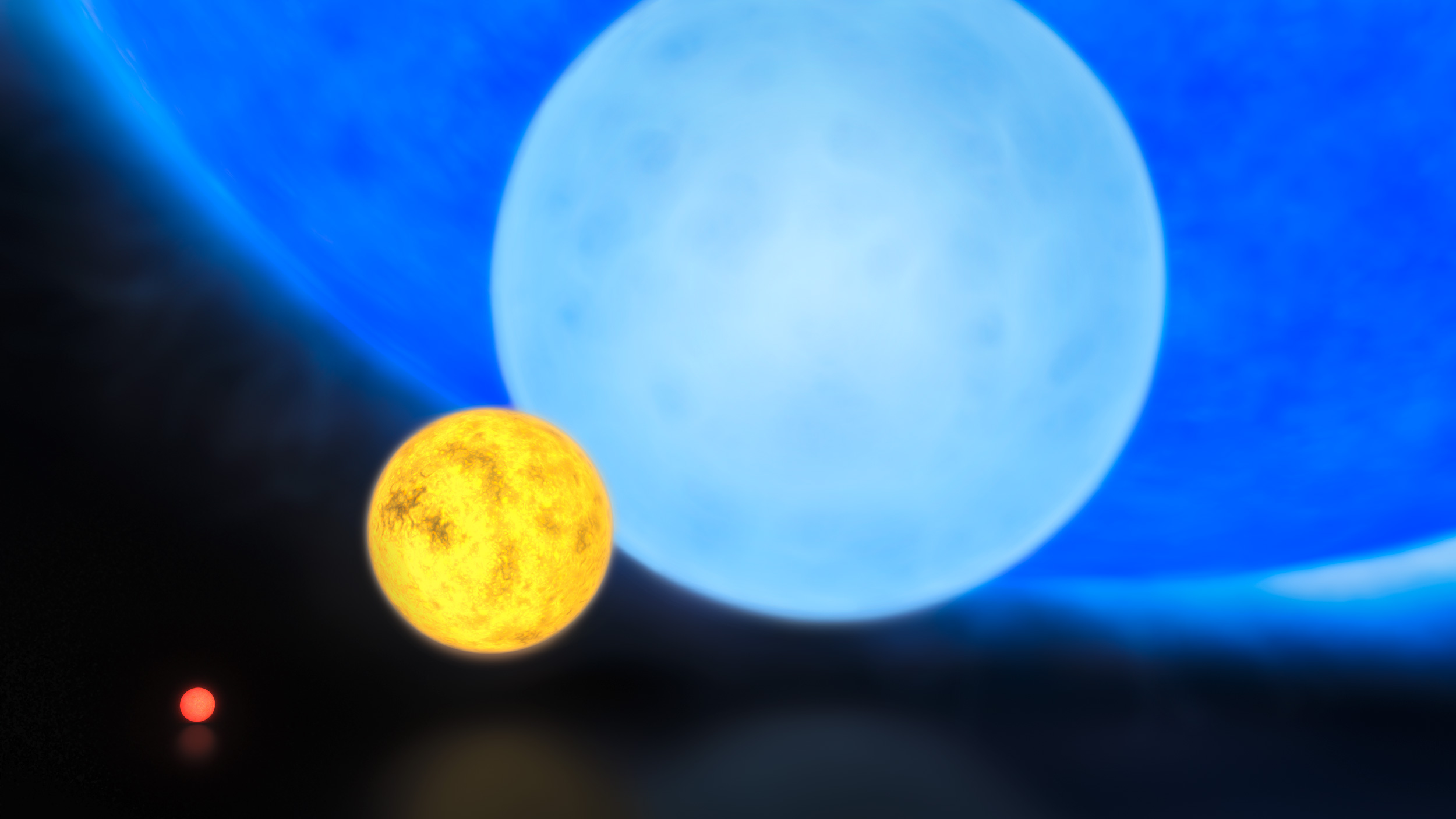
Comparaţie între dimensiunile unor stele, de la stânga la dreapta: o pitică roşie, Soarele, o stea din clasa B și R136a1. R136a1 nu este steaua cea mai mare cunoscută, ca volum; steaua VY Canis Majoris se află pe acest loc.

Foarte luminoase și foarte fierbinți (temperatura lor efectivă este cuprinsă între 20 000 - 50 000 K), au, în mod normal, o masă cuprinsă între 10 și 50 de mase solare, o rază superioară a 25 de raze solare și sunt dispuse în unghiul superior stâng al Diagramei Hertzsprung-Russell. Aceste stele, extrem de rare și de enigmatice, sunt cele mai calde și mai strălucitoare din Universul cunoscut, dar raritatea lor contrastează eficient cu marea lor luminozitate, încât o bună parte din stelele albastre vizibile pe cerul nocturn sunt supergigante albastre.
Ca urmare a masivității lor au o viață relativ scurtă și sunt observate îndeosebi în structurile cosmice tinere, cum sunt roiurile deschise, pe brațe ale galaxiilor spirale și ale galaxiilor neregulate. Mai rar sunt observate în nucleele galaxiilor spirale, ale galaxiilor eliptice și în roiurile globulare, compuse în principal din stele bătrâne.
O supergigantă albatră faimoasă este Rigel (β Orionis), steaua cea mai luminoasă din constelația Orion, care are masa de circa 20 de ori mai mare decât Soarele și o luminozitate egală cu  60 000 de luminozități solare.

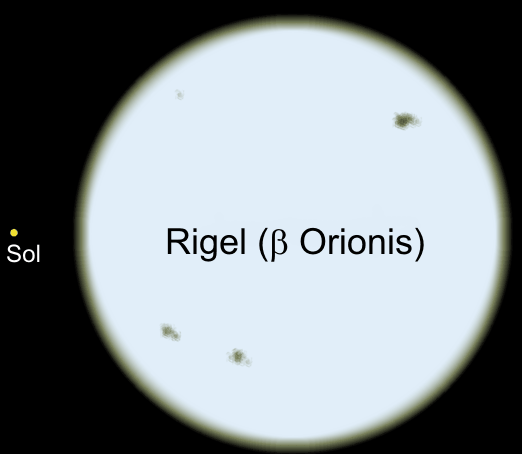
Comparaţie între dimensiunile Soarelui şi cele ale supergigantei albastre Rigel (β Orionis)

Faza de supergigantă albastră reprezintă o etapă evolutivă în care fuziunea nucleară are loc mai lent și constituie preludiul morții stelei. Din cauza acestei încetiniri, steaua se contractă și, din moment ce o cantitate mare de energie este emisă de o suprafață fotosferică mică, temperatura crește semnificativ la suprafață. O supergigantă roșie poate, în orice moment, să se transforme într-o supergigantă albastră, cu condiția existenței unor reacții nucleare lente; cu toate acestea, există și fenomenul opus, când steaua elplodează într-un pulsar.
În timp ce vântul emis de o supergigantă roșie este lent și dens, vântul emis de o supergigantă albastră este extrem de rapid, însă mai puțin dens. Când o supergigantă roșie se contractă într-o supergigantă albastră, viteza vântului stelar crește și produce unde de șoc, comparativ cu impactul cu vântul mai lent emis anterior; în acest fel, în jurul stelei se formează cochilii moi de materie. Aproape toate supergigantele albastre observate prezintă cochilii similare ale materiei, ceea ce conduce la ipoteza că odată erau supergigante roșii. De-a lungul timpului, steaua poate trece de mai multe ori prin etapele de supergigantă roșie și de supergigantă albastră și lasă în jurul său, la fiecare trecere, cochilii moi concentrice de materie. În perioada de tranziție steaua trece prin tipuri spectrale intermediare, devenind, astfel, galbenă sau albă, ca și Steaua Polară în prezent. În general steaua este destinată să explodeze în supernovă, însă un număr foarte mic de stele, cu masa cuprinsă între 8 și 12 mase solare, la încheierea existenței lor, devin rare pitice albe oxigen-neon.
Dat fiind faptul că stelele petrec mai mult timp în faza de supergigantă roșie, o bună parte din stelele precursoare ale supernovelor observate au fost supergigante roșii. Până în anul 1987 se credea că supernovele au provenit exclusiv din supergigante roșii, dar explozia supernovei din 1987, din Marele Nor al lui Magellan, a doborât această părere: în fapt, imaginile din regiune, efectuate înainte de explozia stelei, au arătat că steaua precursoare a fost o supergigantă albastră de clasă spectrală B3, Sanduleak -69° 202.
Tabelul de mai jos prezintă unele dintre cele mai renumite supergigante albastre.
| Nume    | Nume în constelație (Denumirea Bayer) | Clasă spectrală | Luminozitate (solară) | Temperatura (K) | Distanța (ani- lumină) |
| ------- | ------------------------------------- | --------------- | --------------------- | --------------- | ---------------------- |
| Rigel   | β Orionis                             | B8 Ia           | 66.000                | 11.000          | 910                    |
| Alnitak | ζ Orionis                             | O9.5 Ib         | 100.000               | 31.000          | 800                    |
| Alnilam | ε Orionis                             | B0 Iab          | 375.000               | 28.500          | 1300                   |
| Naos    | ζ Puppis                              | O5 Ia           | 550.000               | 42.700          | 1100                   |
| Saiph   | κ Orionis                             | B0,5 Ia         | 57.000                | 26.000          | 720                    |
| Aludra  | η Canis Majoris                       | B5 Ia           | 66.000                | 13.500          | 2000                   |
| Menkib  | ζ Persei                              | B1 Ib           | 105.000               | 23.000          | 982                    |